# Jamato (Jamanaši)
Jamato (japonsky: 大和村; Jamato-mura) byla japonská vesnice v okresu Higašijamanaši v prefektuře Jamanaši. Vesnice se k 1. listopadu 2005 sloučila s městy Enzan a Kacunuma a společně vytvořily nové město Kóšú.
V roce 2003 měla vesnice 1 495 obyvatel a hustotu zalidnění 34,74 ob./km². Její celková rozloha činí 43,03 km².
Vesnice vznikla v roce 1941 sloučením pěti vesnic ze dvou okresů: Hadžikano a Curuse z okresu Higaši-jamanaši a Tokusa, Tano a Hikage z okresu Higaši-jacuširo.